# Jerzy Antoni Żurański
Jerzy Antoni Żurański (ur. 1935, zm. 4 października 2017) – polski specjalista w zakresie budownictwa, dr hab. inż.,  profesor Instytutu Techniki Budowlanej.

## Życiorys
Był absolwentem Wydziału Mechanicznego Energetyki i Lotnictwa Politechniki Warszawskiej. W latach 1959–1968 związany był zawodowo z Zakładem Aerodynamiki Instytutu Lotnictwa w Warszawie, następnie w latach 1968–1971 z Instytutem Techniki Budowlanej, w latach 1972–1987 z Centralnym Ośrodkiem Badawczo-Projektowym Budownictwa Przemysłowego „Bistyp”, zaś od 1987 ponownie z Instytutem Techniki Budowlanej (z przerwą w latach 2011–2014). Specjalizował się w inżynierii śniegowej oraz wiatrowej. Zmarł 4 października 2017 i został pochowany na nowym cmentarzu na Służewie przy ul. Wałbrzyskiej w Warszawie.